# Augusto Abelaira
Augusto Abelaira (Ançã, Beira, 18 de març de 1926 - Lisboa, 4 de juliol de 2003) fou un novel·lista i periodista portuguès.

## Obres principals
- A Cidade das Flores (novel·la), 1959;
- Os Desertores (novel·la), 1960;
- A Palavra é de Oiro (teatre), 1961;
- O Nariz de Cleópatra (teatre), 1962;
- As Boas Intenções (novel·la), 1963; traduïda al romanès: Bunele intentii (As boas intenções), per Mirela Stanciulescu, Edinter, 1992.
- Enseada Amena (novel·la), 1966;
- Bolor (novel·la), 1968;
- Ode (quase) Marítima, (monòleg), amb dibuixos de Maria Keil, 1968;
- Quatro Paredes Nuas (contes), 1972;
- Sem Tecto, Entre Ruínas (novel·la), 1979;[1]
- «Olfacto», a Poética dos Cinco Sentidos: La Dame à la Licorne, 1979;
- Anfitrião, Outra Vez (teatre), 1980;
- O Triunfo da Morte (novel·la), 1981;[2]
- O Bosque Harmonioso (novel·la), 1982;
- O Único Animal que... (novel·la), 1985;
- Deste Modo ou Daquele (novel·la), 1990;
- Outrora, Agora (novel·la), 1996; traduïda al búlgar per Iordanka Hascimento, Karin-Mariana Todorova, 1996.
- Nem Só Mas Também (novel·la pòstuma), 2004;
- «O arquimortes», a la revista Ficções n.º 8, 2003-2004.